# Anorthiet

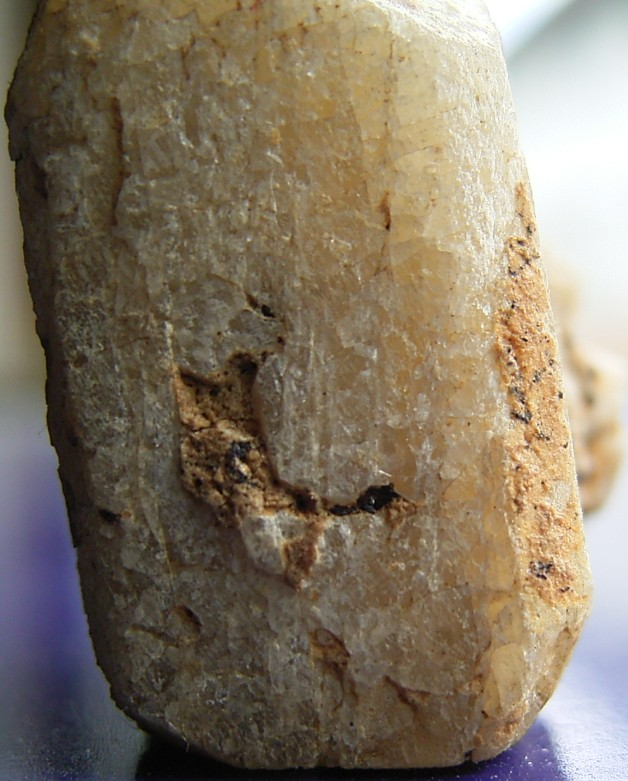
Anorthiet

Het mineraal anorthiet is een calcium-aluminium-tectosilicaat met de chemische formule CaAl2Si2O8. Het is een plagioklaas en behoort tot de veldspaten.

## Eigenschappen
Het kleurloze, witte, grijze of rode anorthiet heeft een glasglans, een witte streepkleur, een perfecte splijting volgens kristalvlak [001] en een goede volgens [010]. De gemiddelde dichtheid is 2,73 en de hardheid is 6. Het kristalstelsel is triklien en het mineraal is noch radioactief, noch magnetisch.

## Naam
De naam van het mineraal anorthiet is afgeleid van de Griekse woorden an en orthos, "niet recht". Dit vanwege de oblique vorm van de kristallen.

## Voorkomen
Anorthiet is een zeer veel voorkomende veldspaat in metamorfe en stollingsgesteenten als pegmatiet. Het is het calcium-eindlid van de plagioklaas-reeks (albiet-anorthiet). De typelocatie voor anorthiet is aangewezen als Monte Somma en de Valle di Fassa, Italië.